# Sebastian Caspar

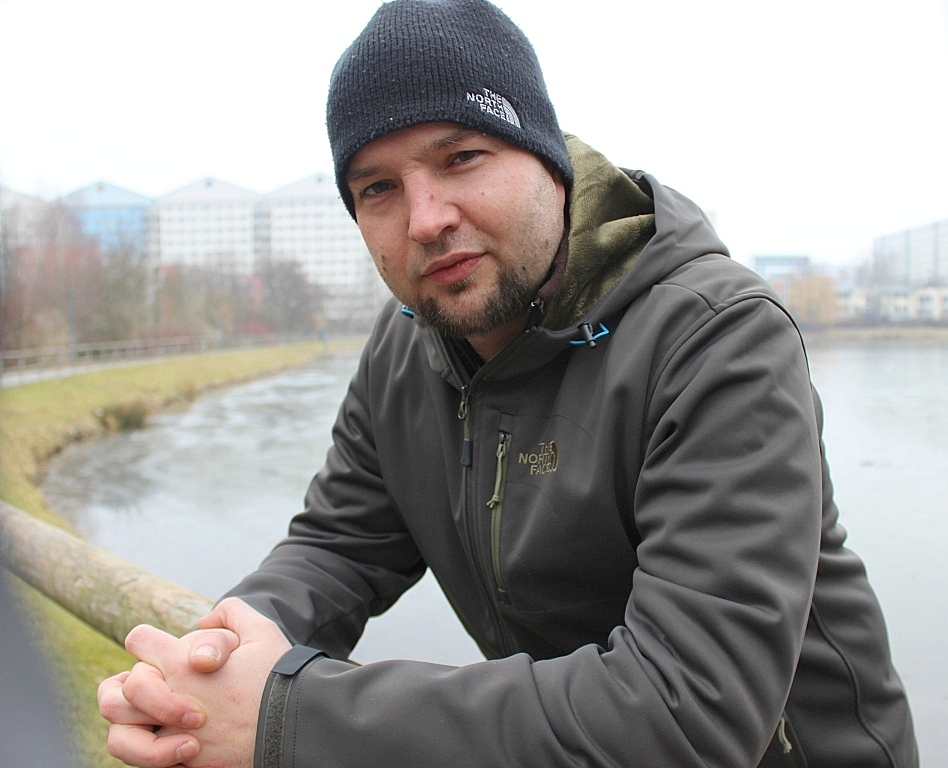
Sebastian Caspar (2018)

Sebastian Caspar (* 5. April 1977 in Weißenfels) ist ein deutscher Autor und Musiker.

## Leben und Werk
Caspar wuchs in Weißenfels auf. Während seiner Schulzeit entstanden erste Gedichte und Texte, die jedoch unveröffentlicht blieben.
Im Jahr 2014 veröffentlichte Caspar seinen Debütroman Zone C. Der Roman gilt als erste deutsche literarische Auseinandersetzung mit der Droge Crystal Meth. Der Autor zeigt darin das Leben eines Abhängigen, mit innerer Leere, Trostlosigkeit und Wahnvorstellungen. Caspar berichtet in seinem Roman eindringlich von seiner eigenen Suchterfahrung mit der Droge. Seit dem Erscheinen des Romans ist Caspar aktiv in Drogenprävention tätig und besucht deutschlandweit Schulen, um über die Gefahren dieser Droge aufzuklären. Das Landesinstitut für Schulqualität und Lehrerbildung Sachsen-Anhalt (LISA) empfahl den Roman 2015 als offizielle Schullektüre.
2018 erschien Caspars zweiter Roman Die Ufer unserer Träume. Ein Jahr später legte der Autor seinen ersten Gedichtband Exit 2000 vor.
2020 veröffentlichte Sebastian Caspar mit 09623 Clausnitz seinen dritten Roman. Darin seziert der Leipziger Autor nicht nur die gesellschaftlichen Reibungsflächen zwischen Rechtsruck, Vorurteilen, Flucht und Bürokratie, sondern taucht auch tief in die schwierige Psyche seiner Protagonisten ein. Im Zuge der Veröffentlichung kam es zu Protesten von einigen Bürgern aus Claußnitz. Der Grund – die Erstausgabe des Romans bildete die Postleitzahl von Claußnitz ab und nicht die passende von Clausnitz, dem Ort, der durch einen pöbelnden Mob vor einem Flüchtlingsbus 2016 in die Schlagzeilen geriet. Inwieweit dies von Caspar beabsichtigt war, lässt sich nicht abschließend klären.
Seit 2020 betreibt Caspar öffentlichkeitswirksam einen eigenen YouTube-Kanal. Dort diskutiert und berichtet er von seinen Erfahrungen aus der Szene und interviewt regelmäßig Gäste, unter anderem den Neonazi-Aussteiger Axel Reitz und die Frauenrechtlerin Inge Bell.
Caspar war ebenso Gründungsmitglied und Gitarrist der Band Boing Agrupapulci, die sich 1999 in Weißenfels formierte. Die Band verlagerte den Mittelpunkt ihrer Aktivitäten (Studioaufnahmen, Konzerte) zunächst von ihrer Heimatstadt Weißenfels nach Halle/Saale, später nach Leipzig. In den folgenden Jahren waren sie Gewinner mehrerer regionaler Bandwettbewerbe, u. a. "Kickstart-Festival" Halle 2001, "Rock-Open L.E." Leipzig 2001, "Courage zeigen", Leipzig 2002, schließlich gewann das Quartett den "Großen Preis" im Leipziger Rockwettbewerb 2002. Nach dem Release des Debütalbums tourten Boing Agrupapulci durch die Schweiz (2004) und durch Singapur/Malaysia (2005), danach verlieren sich die Spuren der Band.
2016 war Caspar Drummer der Leipziger Band Weiland, mit der er eine EP und eine LP bei Noizgate Records veröffentlichte und mit der finnischen Band Disco Ensemble im Jahr 2018 auf Tour ging.
Seit 2020 ist Caspar bei dem Leipziger Projekt Anna Vogue als Drummer engagiert. Er lebt in Leipzig.

## Publikationen
- 2014: Zone C, Klak Verlag, Berlin, ISBN 978-3-943767-23-0
- 2018: Zone C, Unsichtbar Verlag, Diedorf, ISBN 978-3-95791-071-4
- 2018: Die Ufer unserer Träume, Unsichtbar Verlag, Diedorf, ISBN 978-3-95791-088-2
- 2019: Exit 2000, Anthologie, Unsichtbar Verlag,  Diedorf, ISBN 978-3-95791-095-0
- 2020: 09632 Clausnitz, Unsichtbar Verlag,  Diedorf, ISBN 978-3-95791-109-4
- 2020: Zone C, Hörbuch, Unsichtbar Verlag,  Diedorf, ISBN 978-3-95791-207-7

## Diskografie
Boing Agrupapulci
- 2000: What happened?! (Demo)
- 2003: All that counts somehow (CD, Eigenproduktion)
- 2004: Vegetables, auf: "Rockladen 4" (CD Compilation, Mittelsächsischer Jugendverein e.V.)[18]

Weiland
- 2017: EP Trümmerpark, Noizgate Records
- 2018: LP Glücklich vegetieren, Noizgate Records

Anna Vogue
- 2020: LP Grind, Records DK